# Juan Manuel González Torres
Juan Manuel González Torres fue gobernador del departamento de Meta desde el 2006 hasta el 2007. El primer puesto que desempeñó fue el de Director de Invías del Meta, después estuvo en el Ministerio de Transporte y renunció para ocupar la gobernación del Meta, ahora estudia en la Universidad Javeriana.